# David Coleman
David Robert Coleman OBE (26 tháng 4 năm 1926 – 21 tháng 12 năm 2013) là một bình luận viên thể thao và người dẫn chương trình truyền hình người Anh làm việc cho BBC 46 năm. Ông đã bình luận 7 kỳ Thế vận hội Mùa hè từ năm 1960 đến năm 2000 và 6 kỳ Giải vô địch bóng đá thế giới.
Coleman đã dẫn một số chương trình thể thao hàng đầu của BBC, trong đó có Grandstand và Sportsnight, và là người dẫn chương trình truyền hình A Question of Sport trong 18 năm. Ông đã nghỉ hưu BBC vào năm 2000. Cuối năm đó ông trở thành người dẫn chương trình đầu tiên nhận giải thưởng Olympic Order, để ghi nhận những đóng góp của ông trong Thế vận hội.
Coleman mất ngày 21 tháng 12 năm 2013, tại nhà của ông ở Berkshire sau một thời gian ngắn mắc bệnh.